# إدغار (ملك إنجلترا)
كان إدغار (نحو 943 – 8 يوليو 975)، المعروف باسم إدغار المسالم أو السلمي، ملك الإنكليز من عام 959 حتى وفاته. كان الابن الأصغر لإدموند الأول وإلفغيف شافتسبيري، واعتلى العرش مراهقًا، عقب وفاة شقيقه الأكبر إدويغ. أثناء حكمه، وطد إدغار الوحدة السياسية التي حققها أسلافه، واشتهر حكمه بالاستقرار النسبي. كان دونستان مستشاره الموثوق، استدعاه من المنفى وجعله رئيس أساقفة كانتربيري. كانت ذروة حكم إدغار حدث تتويجه في باث عام 973، الذي نظمه دونستان ويشكل أساس حفل التتويج الحالي. بعد وفاته خلفه ابنه إدوارد، كان هذا التعاقب موضع نزاع.

## حكمه
كانت أولى إجراءات إدغار استدعاء دونستان من المنفى وجعله أسقف ورسستر ورئيس دير غلاستونبري، ثم أسقف لندن، ولاحقًا رئيس أساقفة كانتربيري. ظل دونستان مستشارًا لإدغار طوال فترة حكمه. وإن لم يكن إدغار رجلًا مسالمًا بشكل خاص، إلا أن حكمه كان هادئًا. استقرت مملكة إنجلترا تمامًا، وعزز إدغار الوحدة السياسية التي حققها أسلافه. بنهاية حكمه، كانت إنجلترا موحدة كما ينبغي ولم يكن مرجحًا ارتدادها إلى حالة الانقسام بين الملكيات المتنافسة، كما كان الأمر إلى حد ما تحت حكم إيدرد. يذكر ويليام بلاكستون أن الملك إدغار وحّد الضوابط في جميع أنحاء المملكة. وفقًا لجورج مولينو، «تفوق حكم إدغار بكثير على حكم ألفريد أو أثيلستان، إذ لربما كان مرحلة جوهرية في تطوير البنى المؤسسية التي كانت أساسية بالنسبة للحكم الملكي في مملكة القرن الحادي عشر». بالفعل، قال الملك كنوت العظيم في بدايات القرن الحادي عشر في خطاب إلى رعاياه: «رغبتي هي أن تحترم كل الأمة، كنسيين وعلمانيين، قوانين إدغار، التي انتخبها كل الرجال وأقسموا عليها في أكسفورد».

## الإصلاح البينديكتي
بلغت ذروة حركة الإصلاح الرهبانية التي أدخلت القانون البينديكتي إلى مجتمعات إنجلترا الرهبانية خلال عصر دونستان وأثِلولد وأوسوالد (لا يزال المؤرخون يجادلون حول درجة أهمية هذه الحركة).

## التتويج في باث
توج إدغار في باث وبورك إلى جانب زوجته إلفثريث، محققين سابقة بالنسبة لتتويج ملكة في إنجلترا. لم يتوّج إدغار حتى عام 973، في احتفال إمبراطوري لم يُخطط بوصفه استهلالًا لحكمه، بل ثمرةً له (حركة لا بد وأنها أبدت قدرًا كبيرًا من الكياسة). شكّلت هذه المراسيم، التي ابتكرها دونستان ومُجدت بقصيدة في الوثائق الأنجلو ساكسونية، أساس حفل التتويج البريطاني الحالي.
كان التتويج الشكلي خطوة مهمة؛ قدِمَ ملوك بريطانيون آخرون وأعطوا ولاءهم لإدغار بعدها بوقت قصير في تشيستر. تعهد ستة ملوك في بريطانيا، من بينهم ملك الاسكتلنديين وملك ستراثكلايد، بثقتهم وأنهم سيكونون رجال الملك المخلصين في البر والبحر. جعلت وثائق لاحقة عدد الملوك ثمانية، يُبحر جميعهم بمجاديف صندل (سفينة) إدغار في نهر دي. يمكن ألا تكون هذه التفاصيل المنمقة واقعية، وما حدث فعلًا ليس واضحًا.

## وفاته
توفي إدغار في 8 يوليو 975 في وينشستر، هامبشير. دُفن في دير غلاستونبري. ترك ابنين، وريثه إدوارد، الذي كان على الأرجح ابنه غير الشرعي من أثيلفليد، ابنة أوردمير، وإثيلريد، الأصغر، ابن زوجته إلفثريث. ربما كان لإدغار ابنة غير شرعية من ولفثريث، التي أصبحت لاحقًا رئيسة دير ويلتون. انضمت إليها ابنتها، إديث ويلتون، التي عاشت هناك راهبة حتى وفاتها. اعتبرتا لاحقًا قديستين.

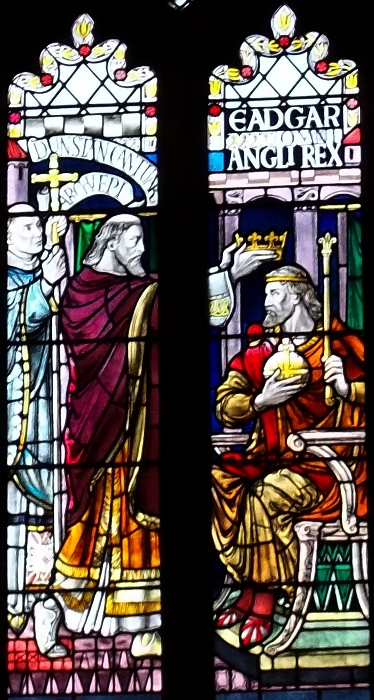
تتويج إدغار المسالم من قبل القديس دونستان في احتفال في دير باث.